# Caserna de bombers del Poble Sec
La caserna de bombers del Poble Sec és un edifici situat al carrer de Lleida, 30 de Barcelona, inclòs a l'Inventari del Patrimoni Arquitectònic de Catalunya. Com la majoria d'edificis de l'Exposició Internacional de 1929, respon a un estil noucentista amb una composició senzilla i harmònica però que transmet la monumentalitat i importància que havia de tenir un equipament funcional i representatiu. Actualment és la seu de l'Espai Bombers, i la direcció dels Bombers de Barcelona.

## Història
Va ser projectat el 30 de juny de 1928 per l'arquitecte i enginyer Emilio Gutiérrez amb motiu de la celebració de l'Exposició Internacional de 1929 i la necessitat de protegir el recinte, però també de la voluntat d'equipar un sector de la ciutat de fort creixement. Les obres van començar uns mesos més tard i l'edifici ja acabat s'inaugurarà el 17 de maig de l'any següent.
L'any 1980 s'hi instal·là el Laboratori del Foc, un centre de recerca i experimentació de sistemes de prevenció, a més de fer les funcions de laboratori pròpiament dites, que va tancar el 2000 juntament amb la caserna. L'any 2003 es va utilitzar com a seu per organitzar els Jocs Mundials de Policies i Bombers. Posteriorment, va ser cedit de manera provisional al Cos Nacional de Policia per a oficines i dependències fins al 2013, data en què la Plataforma per a la Defensa del Patrimoni Històric de Bombers de Barcelona (PDPHBB), creada el 2009, va reivindicar el seu retorn a Bombers, en contra de les previsions de l'Ajuntament de cedir-lo a l'escola veïna, el CEIP Jacint Verdaguer, que necessitava una ampliació.
Finalment, el 2012 l'Ajuntament va decidir instal·lar-hi un museu de la Prevenció. L'equip format per Miquel Roldán, Mercè Berengué i Enric Peña va guanyar el concurs de rehabilitació integral, conservació i adequació dels elements més importants del parc de bombers, pel que van rebre el premi ex aequo d'intervenció en edificació existent als Premis Catalunya Construcció 2017. El jurat de la catorzena edició va atorgar el premi a la cerimònia de lliurament, en el marc de la Nit de la construcció organitzada pel Col·legi d'Aparelladors de Barcelona.

L'11 de novembre del 2016 es va inaugurar l'Espai Bombers, que es compon d'un espai museístic, amb exposicions permanent i temporals de la història del Cos de bombers de Barcelona, la prevenció i l'autoprotecció, i la formació adreçada al públic familiar, general i escolar, així com als professionals del sector. El novembre del 2020, s'hi van traslladar la direcció del SPEIS i la Divisió de Prevenció, mantenint l'impuls de l'Espai Bombers cap a la divulgació de la prevenció, alhora que convertint-lo en el centre de referència per a les consultes i atenció a la ciutadania.

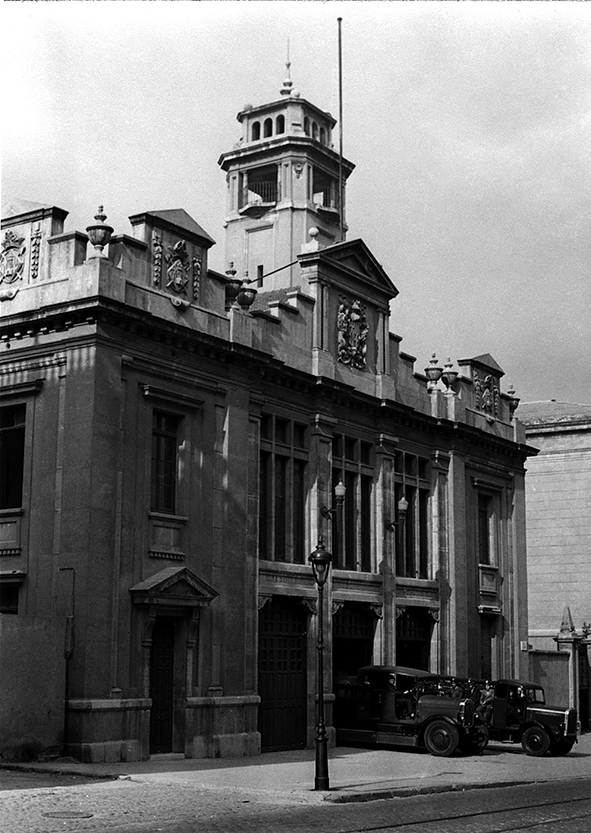
Parc del Poble Sec el 1929

## Descripció

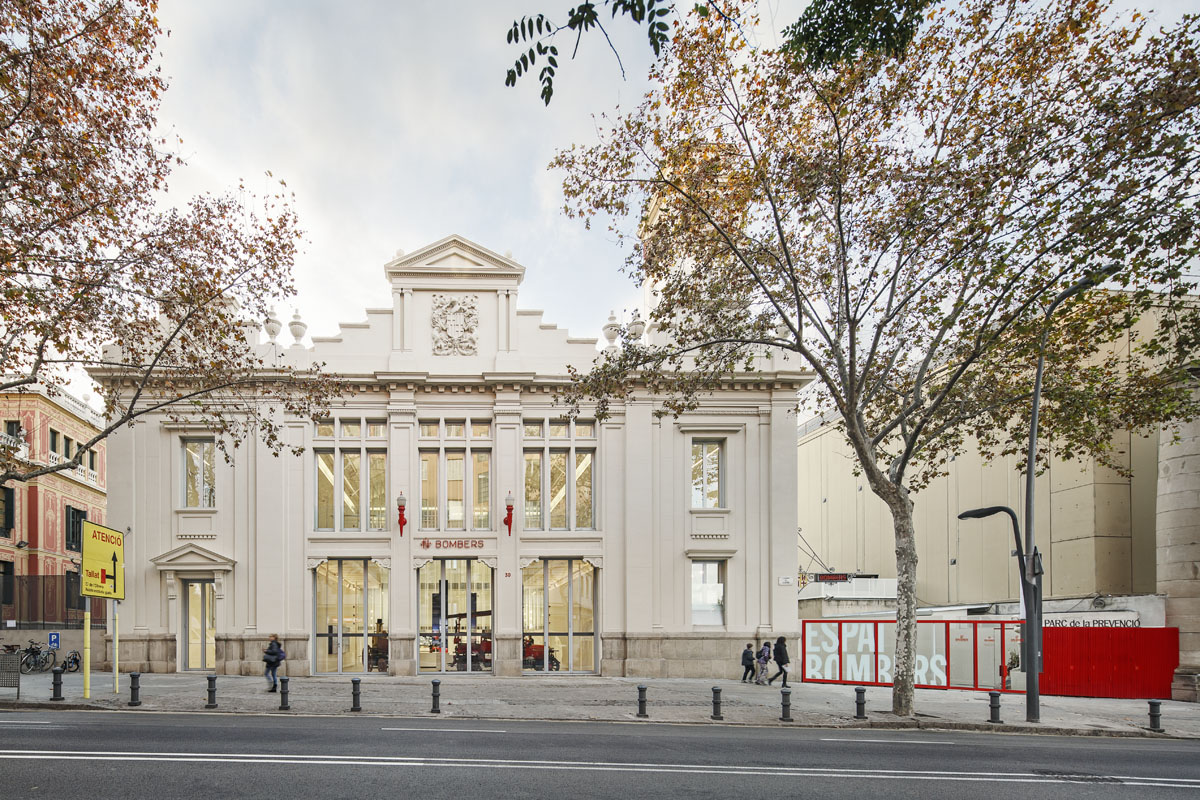
Façana de l'Espai Bombers

L'edifici es compon de dos elements ben diferenciats: un cos de planta baixa i una planta pis i una torre adossada. Es tractava d'un edifici aïllat alineat al carrer de Lleida amb patis laterals. Aquests espais laterals actualment ha estat ocupat per barracons de la policia (lateral nord) i pel pati de l'Escola Jacint Verdaguer (lateral sud i pati posterior). Està estructurat al voltant d'una peça central de doble altura i coberta a dues aigües amb celobert on s'ubicaven els vehicles operatius. La resta de dependències s'articulen en forma d'U al voltant d'aquest espai.
La planta respon a un gran espai central a doble alçada (Sala d'Útils) i un cos en forma d'«U» de dues plantes d'alçada que envolta l'espai central i conté totes les sales i estances necessàries per al funcionament de la caserna. El gran espai central es cobreix amb una teulada a dues aigües que es recolza sobre encavallades de perfils metàl·lics i els murs perimetrals. Al centre hi ha un lucernari elevat. Per contra, el cos en «U» es cobreix amb un terrat pla transitable.
La façana principal afrontada al carrer de Lleida és la més treballada. S'estructura en tres franges verticals; la central, que coincideix amb la Sala d'Útils es compon de tres eixos verticals i cada un d'ells té una gran porta en planta baixa - per on sortien els vehicles-, i tres obertures superiors dividides amb mainells, i emmarcades per pilastres continues des del sòcol fins a la cornisa. La façana és rematada per un capcer esglaonat amb un frontó amb forma de temple clàssic decorat amb l'escut de la ciutat. En els dos laterals hi ha només un eix vertical on les obertures són finestrals. En el costat sud, en planta baixa, l'obertura es transforma en una porta d'accés, amb un clàssic frontó triangular sobre dos mènsules. La part superior de la coberta es remata amb un frontó decorat amb l'escut dels Bombers de Barcelona, que es repeteix simètricament a les quatre façanes emfatitzant les cantonades.
La torre annexa a la façana nord és l'element més visible de l'edifici. Presenta una base quadrada, amb petites finestres que il·luminen les escales interiors al tram central. El tram superior es presenta amb una gran obertura balconera a cada costat emmarcada per columnes dòriques i, per sobre, el remat final, amb tres finestres d'arc de mig punt a cada costat i una coberta metàl·lica acabada en punxa. A la planta superior de la torre hi deuria haver hagut un gran dipòsit d'aigua.
L'interior és molt més auster i el més important és la funcionalitat amb pocs elements decoratius. L'accés principal es realitza per la cantonada sud?est a través d'una porta que s'obre a l'espai que ocupa l'escala principal de comunicació entre les dues plantes. Des d'aquest espai es pot accedir a la Sala d'Útils o es pot pujar a la galeria de la planta primera. La Sala d'Útils, l'espai on hi havia la maquinària i vehicles d'extinció és un espai a doble nivell on l'element més singular és la coberta, amb encavallades angleses i un gran lucernari central. A l'altura de la planta primera hi ha una galeria o balcó corregut que envolta tot l'espai i dona accés a les diferents estances d'aquest nivell. És en aquest balcó on se situen les barres de descens per a les emergències que utilitzaven els bombers per a baixar a la zona de vehicles. Actualment, tota la planta baixa està ocupada per oficines de nova construcció que han devaluat l'espai original.
Al pati d'accés hi ha el Memorial de Bombers, amb el mural als bombers morts en acte de servei, l'escultura Biga-creu i l'estàtua als bombers.